# カルロス・グティエレス
カルロス・グティエレス・ゴンサレス（Carlos Gutiérrez González 、1991年11月4日 - ）は、スペイン・カナリアス諸島州サンタ・クルス・デ・テネリフェ県サン・クリストバル・デ・ラ・ラグーナ出身のプロサッカー選手。SDウエスカ所属。ポジションはディフェンダー。

## 来歴
4部リーグに所属する地元クラブのCDラグーナでキャリアをスタート。
2012年7月、同じく4部所属のUDラス・パルマスのBチームに加入。2014年7月13日、新たに2年契約を結ぶと同時に、2部所属のトップチームにも登録された。
2014年8月22日、ラス・パルマスと同じ2部リーグ所属のCDレガネスに期限付き移籍。8月24日のデポルティーボ・アラベス戦で途中出場し、念願のプロデビューを果たした。
2015-16シーズンは開始時点で選手登録がなかったが、2016年1月13日にブルゴスCFに期限付き移籍することが発表された。
2016年7月19日、ラス・パルマスとの契約を解除し、その翌日にCDヌマンシアとシーズンいっぱいの契約を結んだ。2017年12月3日のレアル・バリャドリード戦でプロ初ゴールをマーク。
2020年1月9日、J2リーグのアビスパ福岡に移籍。ところが26日のトレーニング中に右膝前十字靭帯損傷の大けがを負ってしまい、加入早々に長期離脱を強いられた。11月4日、第31節の水戸ホーリーホック戦で加入後初出場を果たした。
2021年12月25日、栃木SCへの完全移籍が発表された。
2022年12月25日、FC町田ゼルビアへの完全移籍が発表された。
2023年8月8日、V・ファーレン長崎への完全移籍が発表された。

## Jリーグでの個人成績
| 国内大会個人成績 | 国内大会個人成績 | 国内大会個人成績 | 国内大会個人成績 | 国内大会個人成績 | 国内大会個人成績 | 国内大会個人成績 | 国内大会個人成績 | 国内大会個人成績 | 国内大会個人成績 | 国内大会個人成績 | 国内大会個人成績 |
| 年度             | クラブ           | 背番号           | リーグ           | リーグ戦         | リーグ戦         | リーグ杯         | リーグ杯         | オープン杯       | オープン杯       | 期間通算         | 期間通算         |
| 年度             | クラブ           | 背番号           | リーグ           | 出場             | 得点             | 出場             | 得点             | 出場             | 得点             | 出場             | 得点             |
| 日本             | 日本             | 日本             | 日本             | リーグ戦         | リーグ戦         | リーグ杯         | リーグ杯         | 天皇杯           | 天皇杯           | 期間通算         | 期間通算         |
| ---------------- | ---------------- | ---------------- | ---------------- | ---------------- | ---------------- | ---------------- | ---------------- | ---------------- | ---------------- | ---------------- | ---------------- |
| 2020             | 福岡             | 4                | J2               | 5                | 0                | -                | -                | -                | -                | 5                | 0                |
| 2021             | 福岡             | 4                | J1               | 8                | 0                | 5                | 1                | 1                | 0                | 14               | 1                |
| 2022             | 栃木             | 16               | J2               | 36               | 4                | -                | -                | 1                | 0                | 37               | 4                |
| 2023             | 町田             | 26               | J2               | 14               | 0                | -                | -                | 2                | 0                | 16               | 0                |
| 2023             | 長崎             | 36               | J2               |                  |                  | -                | -                | -                | -                |                  |                  |
| 通算             | 日本             | 日本             | J1               | 8                | 0                | 5                | 1                | 1                | 0                | 14               | 1                |
| 通算             | 日本             | 日本             | J2               | 55               | 4                | -                | -                | 3                | 0                | 58               | 4                |
| 総通算           | 総通算           | 総通算           | 総通算           | 63               | 4                | 5                | 1                | 4                | 0                | 72               | 5                |

公式戦におけるその他の記録
- Jリーグ初出場 - 2020年11月4日 J2第31節 水戸ホーリーホック戦 (ケーズデンキスタジアム水戸)
- J公式戦初得点 - 2021年3月27日 YBCルヴァンカップGL第2節 鹿島アントラーズ戦 (ベスト電器スタジアム)